# Simba (film)
Simba je britský film z roku 1955. Jeho režisérem byl Brian Desmond Hurst.
Hlavní roli v něm hrají Dirk Bogarde, Donald Sinden, Virginia McKennaová a Basil Sydney. Děj se týká britské rodiny, která žije ve východní Africe a zaplete se do povstání Mau Mau.

## Hrají
| Dirk Bogarde        | Alan Howard         |
| Donald Sinden       | Inspektor Drummond  |
| Virginia McKennaová | Mary Crawfordová    |
| Basil Sydney        | Pan Crawfordová     |
| Marie Ney           | Paní Crawfordová    |
| Joseph Tomelty      | Doktor Hughes       |
| Earl Cameron        | Karanja             |
| Orlando Martins     | Headman             |
| Ben Johnson         | Kimani              |
| Frank Singuineau    | Waweru              |
| Huntley Campbell    | Joshua              |
| Slim Harris         | Chege               |
| Glyn Lawson         | Mundati             |
| Harry Quashie       | Thakla              |
| John Chandos        | Osadník             |
| Desmond Roberts     | Plukovník Bridgeman |
| Errol John          | Africký inspector   |